# Luis Eduardo Rodríguez Carmona
Luis Eduardo Rodríguez Carmona (Turmero, Aragua; 6 de marzo de 1938 – Maracay, Aragua; 8 de septiembre de 2001) fue un ilustre jugador de béisbol venezolano conocido por el apodo de «Marco Polo del béisbol venezolano».

## Inicios
A los 16 años jugaba AA con el equipo «Los Bufos», después jugó con el «Aragua». Representó al Estado Aragua en varias oportunidades. En 1957 representó al Distrito Federal en los Juegos Nacionales en San Cristóbal siendo campeones, el mánager era José Antonio Casanova. Jugó para los antiguos equipos del M.O.P.- Cartografía Nacional e I.N.O.S. en Caracas. Reforzó al O.S.P. de La Guaira.

## Salto a la pelota profesional
Saltaba a la pelota profesional en Venezuela con el equipo Industriales de Valencia, mejor conocido como los «Pericos del Valencia», en la temporada de 1957-58, firmando a su vez con la organización del Cincinnati Reds. Jugó por once temporadas con Industriales de Valencia ganando 4 Campeonatos de liga desde 1957 hasta el 1963, posteriormente jugo con los Tigres de Aragua por otras seis  temporadas 1967 hasta 1973 ganando otro Campeonato de Liga con este equipo en 1971/1972 , en esta última temporada impuso un récord como bateador emergente de 11 hits, récord que estuvo vigente por más de 2 décadas, colaborando con el primer título de Campeones que logran los Tigres de Aragua, Cabe destacar que logro otro campeonato e liga cuando fue llevado como refuerzo con los Tiburones de la Guaira en  1964/1965, para un récord de 4 con los Industriales de Valencia, 1 con Los Tiburones de la Guaira y 1 con los Tigres de Aragua, para un total de 6 campeonatos de Liga.

## Reseña Profesional
Según las estadísticas consolidadas de la Liga Venezolana de Béisbol Profesional, jugó en 646 partidos, fue 2 182 veces al bate y conectó 588 «inatrapables», para un promedio de 272. Bateó 86 dobletes, 13 triples y 26 jonrones. Anotó 225 carreras e impulsó 252 carreras. Participó en ocho semifinales. Fue miembro del equipo Campeón en la LVBP en seis ocasiones, cinco con los Industriales de Valencia y una con los Tigres de Aragua.Participio en cinco (5) Series del Caribe.
Durante su trayectoria en el béisbol profesional fue considerado el mejor jonronero después de Luis «Camaleón» García, fue el primer aragueño y venezolano en batear sobre 300 en Estados Unidos y Canadá, fue y sigue considerado uno de los mejores outfielders venezolanos donde su especialidad era sacar out a los corredores en las bases gracias a su potente brazo donde lo colocan como uno de los mejores brazos del Béisbol Venezolano. También fue y sigue considerado como uno de los corredor más rápidos de home a primera lo cual le dio gran reputación como bateador. Logró mantenerse entre los primeros de su época en las categorías de los mejores jonroneros e impulsadores y, entre sus logros, fue llevado de refuerzo con el Magallanes en la Serie del Caribe de 1970, donde Venezuela fue campeón por primera vez.
Jugó en El Paso Texas, perteneciente a la organización de los San Francisco Giants en la Liga doble A de Texas, durante 16 campañas. Perteneció a los Kansas City Athletics y al equipo de Alburquerque. En 1961, con Alburquerque, batió para 370 puntos, con 10 jonrones y 78 empujadas. En 1963 con Lewiston bateó para 296 de promedio, con 18 jonrones y 96 impulsadas en 125 juegos. En dos oportunidades estuvo en los entrenamientos primaverales de Grandes Ligas.  Participó en Series del Caribe. Representó a Venezuela en la serie del Béisbol Global cuyo mánager fue Alfonso Carrasquel. En México jugó para los Rojos del Águila de Veracruz y con los Saraperos de Saltillo. En Canadá jugó  para el Trois-Rivières Aigles (en inglés: Three Rivers Eagles) en Quebec.

## Trayectoria y Estadística Internacional
- 1961: 2 Equipos de la Organización de Kansas City  -AL: Albuquerque Dukes, Albuquerque de la Sophomore League clase «D»; Visalia A's, [Visalia en la California League clase «C».
- 1962: 3 equipos de la Organización de Kansas City -AL: Minot Mallards de la Northern League, Minot (Dakota del Norte) clase «C»; Lewiston Broncs, Lewiston de la Northwest League clase «B»; Binghamton Triplets, Binghamton de la Eastern League clase «A».
- 1963: jugó para la Organización de Kansas City -AL: Lewiston Broncs , Lewiston de la Northwest League clase «A».
- 1964: 3 equipos, Kansas City -AL y San Francisco Giants-NL: Lewiston Broncs, Lewiston de la Northwest League clase «A» (KC); El Paso Sun Kings, El Paso (Texas)  de la Texas League clase «AA» (SF); Birmingham Barons, Birmingham (Alabama) de la Southern League clase «AA» (KC).
- 1967: jugó en México: Aguascalientes Broncos, Aguascalientes de la Mexican Center League clase «A».

## Series Interamericanas y del Caribe
- 1958 Serie Interamericana con el equipo "Industriales de Valencia" (sub Campeones).
- 1961 Serie Interamericana con el Equipo "Industriales de Valencia" sede "Caracas, Venezuela" (Campeones").
- 1965 Seleccionado para la Serie Interamericana con el Equipo "Industriales de Valencia" sede "Caracas, Venezuela" (No se concluyó).
- 1970 Serie del Caribe con el equipo de los "Navegantes del Magallanes" sede "Caracas, Venezuela"(fue llevado como Refuerzo)(Campeones").
- 1972 Serie del Caribe con el equipo de los "Tigres de Aragua" sede "Santo Domingo, Rupublica Dominicana" (3rd Lugar).

### Retiro
Después de retirarse dedicó muchos años de su vida al béisbol menor desempeñándose como Director Técnico de la Liga Municipal del béisbol menor en el estado Aragua. Irónicamente, terminó entrenando a peloteros en el mismo estadio donde aprendió a jugar. También fue Coordinador Deportivo del Instituto Nacional de Deportes y fue Monitor Deportivo de CADAFE. Durante su época de Entrenador deportivo, tuvo la oportunidad de Entrenar Peloteros como David Concepción, Musiu López, Richard Garces entre otros jugadores que tuvieron la oportunidad de dar el salto al béisbol profesional en Venezuela como también en las Grandes Ligas, dejando su legado y enseñanza en el béisbol menor de la Juventud Aragueña, no corrió con mucha suerte en los Estados Unidos, donde a pesar de su calidad ofensiva en las ligas menores,  nunca pudo dar el salto definitivo para Las Grandes Ligas. Murió el 8 de septiembre de 2001 por complicaciones del corazón.